# 天地逃生
是一部2009年的美国科幻动作片。由马克·耐沃尔代和布莱恩·泰勒两人执导，杰拉德·巴特勒、米高·C·賀爾等人主演。

## 剧情
John因为被陷害而被判死刑，为了和家人重逢及获得自由，他决定参加Slayers比赛，这个“比赛”的條件為死囚只要赢得30场“比赛”就能获得自由。然而就在只剩一场比賽之时，John竟遭人暗算，为了家人他决定逃出比赛区域揭露活动举办者的罪行。

## 演员
- 傑拉德·巴特勒 饰 John "Kable" Tillman，“猎杀”游戏中排名最高的战士。
- 琥珀·瓦萊塔 饰 Angie "Nika" Roth Tillman，Kable的妻子，在“社会”游戏工作。
- 米高·C·賀爾 饰 Ken Castle，“社会”和“猎杀”游戏的开发者。
- 羅根·勒曼 饰 Simon Silverton，17岁，是控制Kable的玩家。
- 姬娜·薛域 饰 Gina Parker Smith，著名的脱口秀主持人。
- 克里斯·布里奇斯（aka Ludacris） 饰 Brother，人道组织的领导人，同时也负责组织的发言。
- Aaron Yoo 饰 Dude，人道组织成员。
- Alison Lohman 饰 Trace，人道组织成员。
- Mimi Michaels 饰 Stikkimuffin，另一个玩家。
- Jonathan Chase 饰 Geek Leader，Ken Castle的技术团队负责人。
- John Leguizamo 饰 Freek，犯人，Kable的朋友。
- 泰瑞·克魯 饰 Hackman，被游戏公司派去谋杀Kable，他的大脑没有植入纳米细胞。
- Zoë Bell 饰 Sandra，犯人。
- Ramsey Moore 饰 Gorge，控制Nika的玩家。
- Keith David 饰 Agent Keith，CIA探员。
- Johnny Whitworth 饰 Scotch，第一个植入Nanex的人。
- Milo Ventimiglia 饰 “Rick Rape”。
- Sam Witwer 饰 Caseworker，Nika女儿抚养权的负责人。
- Brighid Fleming 饰 Delia，Kable和Nika的女儿。
- Maggie Lawson 饰 新闻女主持人。
- James Roday 饰 男主持人。